# أيوب ألاش
أيوب علاش - Ayoub ALLACH (28 يناير 1998 بميشيلين في بلجيكا - ) هو لاعب كرة قدم بلجيكي من أصل ريفي مغربي , يلعب في مركز الهجوم. لعب مع ليرس.

## روابط خارجية
- أيوب ألاش على موقع قاعدة بيانات كرة القدم.إي يو (الإنجليزية)
- أيوب ألاش على موقع Soccerway.com (الإنجليزية)